# Cremastosperma pendulum
Cremastosperma pendulum là loài thực vật có hoa thuộc họ Na. Loài này được (Ruiz & Pav.) R.E.Fr. mô tả khoa học đầu tiên năm 1931.